# Sobrevivendo no Inferno
Sobrevivendo no Inferno é o segundo álbum de estúdio do grupo brasileiro de rap Racionais MC's. Foi lançado pelo selo da gravadora Cosa Nostra em 20 de dezembro de 1997. 
É amplamente considerado o álbum mais importante do rap brasileiro. Em 2007, figurou na 14ª posição da lista dos 100 melhores discos da música brasileira pela Rolling Stone Brasil. Em 2015, o prefeito de São Paulo, Fernando Haddad, presenteou o Papa Francisco com o álbum em uma visita ao Vaticano.
Em 2018, o álbum foi incluído pela Comvest (Comissão Permanente para os Vestibulares da Universidade Estadual de Campinas) na lista de obras de leitura obrigatória para o vestibular da Unicamp a partir de 2020. Meses depois, a obra foi publicada em formato de livro pela Companhia das Letras. Com 143 páginas, o volume apresenta um prefácio assinado por Acauam Silvério de Oliveira, além de fotos inéditas e informações exclusivas sobre o grupo. O lançamento ocorreu em 31 de outubro de 2018.

## Descrição
No final de 1997, os Racionais MC's lançaram Sobrevivendo no Inferno, que atingiu a marca de 1,5 milhão de cópias vendidas, um feito notável considerando que foi lançado por uma gravadora independente.

De acordo com Acauam S. de Oliveira, o disco incorpora diversos elementos do imaginário cristão. Essa influência é evidente desde a capa, que exibe uma cruz amarelada sobre um fundo preto, até a transcrição em fonte gótica de um cântico de proteção recitado pelo rei Davi ao se perceber cercado por inimigos: "Refrigere minha alma / e guia-me pelo caminho / da justiça" (Salmos 23:3). Na contracapa, há a imagem de um homem negro de costas segurando uma arma. Acima da cena, lê-se a continuação do cântico de proteção: "E mesmo que eu ande no Vale / da sombra e da morte / não temerei mal algum / porque tu estás comigo" (Salmos 23:4).  
Capa e contracapa como que materializam as palavras entoadas por Mano Brown em 'Genesis': 'Eu tenho uma Bíblia velha, uma pistola automática / Um sentimento de revolta / Eu tô tentando sobreviver no inferno'.
A faixa de abertura do disco, "Jorge da Capadócia", composição de Jorge Ben Jor, é concebida como um canto a Ogum, destinado a "fechar o corpo" e garantir proteção. Em Sobrevivendo no inferno, ela é iniciada pela saudação a Ogum: "– Ogunhê!". No Brasil, Ogum é reconhecido, sobretudo, como o deus dos guerreiros. No Rio de Janeiro, essa divindade foi incorporada à figura de São Jorge.
Dentre as composições que alcançaram maior destaque, destaca-se "Diário de um Detento", que expõe as condições de encarceramento vigente na Casa de Detenção de São Paulo e, principalmente, relata o episódio que ficou conhecido como Massacre do Carandiru sob a perspectiva de quem o testemunhou. A obra foi elaborada coletivamente a partir do diário de Josemir Prado, também conhecido como Jocenir, sobrevivente do massacre, em parceria com Mano Brown: "os cadernos de Jocenir circularam pelo presídio para serem aprovados pelo coletivo carcerário antes de sua versão final".

## Críticas e legado
A revista Rolling Stone Brasil posicionou Sobrevivendo no Inferno na 14ª colocação na lista dos cem melhores discos da música brasileira. O álbum projetou o gênero musical rap para o topo das paradas, com mais de meio milhão de cópias vendidas. Conforme apontado por fontes extraoficiais, é preciso considerar um adicional de quatro milhões e meio de cópias piratas do álbum comercializadas por vendedores ambulantes (D'Andrea: 2013, p. 84).

Como observa o professor de literatura brasileira da Universidade de Pernambuco, Acauam Oliveira, a estrutura do álbum assemelha-se a uma liturgia, sendo formalmente concebida e organizada como um culto evangélico. Nessa perspectiva de elevada "densidade estética",  os elementos do repertório cristão e as contradições sociais são articulados de tal modo que: 
Poucos discos nacionais têm o mesmo senso de organicidade, com início, meio e fim construindo juntos os sentidos da obra. A introdução, que se estende desde a faixa de abertura até a fala inicial de Primo Preto, é talvez um dos melhores começos de álbum da história da música popular. A riqueza do conjunto e o senso de organicidade podem tranquilamente ser comparados aos de obras-primas como Sgt. Pepper's Lonely Hearts Club Band, dos Beatles, ou The Dark Side of the Moon, do Pink Floyd.
Em 2022, foi eleito um dos melhores discos da música brasileira dos últimos 40 anos em uma enquete do jornal O Globo que reuniu 25 especialistas, incluindo Charles Gavin, Vera Magalhães, Leonardo Bruno, Nelson Motta, Rodrigo Faour, Tárik de Souza, Ricardo Alexandre, Arthur Dapieve, Paulo Cesar de Araújo e Roberta Martinelli, entre outros nomes.

## Faixas
| Nº | Título                                    | Compositor(es)             | Base(s)                                 | Sample(s) | Duração |
| -- | ----------------------------------------- | -------------------------- | --------------------------------------- | --- | ------- |
| 1  | Jorge da Capadócia                        | Jorge Ben Jor              | Mano Brown                              | "Ike's Rap II" (Isaac Hayes) "Glory Box" (Portishead) | 2:17    |
| 2  | Gênesis (Intro)                           | Mano Brown                 | KL Jay                                  | - | 0:22    |
| 3  | Capítulo 4, Versículo 3                   | Mano Brown                 | KL Jay, Mano Brown e Ice Blue           | "Slippin' Into Darkness" (War) "Sneakin' In The Back" (Tom Scott & LA Express) "Eles não sabem nada" (MRN) "Pearls" (Sade) "Pride and Vanity" (Ohio Players) | 8:09    |
| 4  | Tô Ouvindo Alguém me Chamar               | Mano Brown                 | KL Jay, Mano Brown e Ice Blue           | "Do It To Me Now" (Fatback Band) "Charisma" (Tom Browne) "Poor Abbey Walsh" (Marvin Gaye) | 11:14   |
| 5  | Rapaz Comum                               | Edi Rock                   | KL Jay e Edi Rock                       | "Hyperbolicsyllabicsesquedalymistic" (Isaac Hayes) "Mano na Porta do Bar" (Racionais MC's) | 6:20    |
| 6  | ...                                       | Edi Rock                   | Edi Rock                                | "What's The Use" (Jimmy Owens) | 2:35    |
| 7  | Diário de um Detento                      | Jocenir Prado e Mano Brown | KL Jay e Mano Brown                     | "Easin' In" (Edwin Starr) "Mother's Son" (Curtis Mayfield) | 7:32    |
| 8  | Periferia é Periferia (Em Qualquer Lugar) | Edi Rock                   | Mano Brown e Edi Rock                   | "Cannot Find a Way" (Curtis Mayfield) "SL (Um Dependente)" (MRN) "Brava Gente" (Thaide & DJ Hum) "Bem Vindos Ao Inferno" (Sistema Negro) "Brasilia Periferia" (GOG) "Homem Na Estrada" (Racionais MC's) "Cada Um Por Si" (Sistema Negro) "Por Um Triz" (Thaide & DJ Hum) "Fim de Semana no Parque" (Racionais MC's) | 6:00    |
| 9  | Qual Mentira Vou Acreditar?               | Mano Brown e Edi Rock      | KL Jay, Mano Brown, Ice Blue e Edi Rock | "Hip Dip Skippedabeat" (Mtume) "Esquinas" (Djavan) "Pode Vir Quente Que Eu Estou Fervendo" (Barão Vermelho) "Chegou a Hora" (Boi Garantido) | 7:42    |
| 10 | Mágico de Oz                              | Edi Rock                   | KL Jay                                  | "It's Too Late" (The Isley Brothers) | 7:38    |
| 11 | Fórmula Mágica da Paz                     | Mano Brown                 | KL Jay e Mano Brown                     | "Attitudes" (The Bar-Kays) "Me dê Motivo" (Tim Maia) | 10:41   |
| 12 | Salve                                     | Mano Brown e Ice Blue      | Mano Brown                              | "Ike's Rap II" (Isaac Hayes) | 2:17    |

## Formação

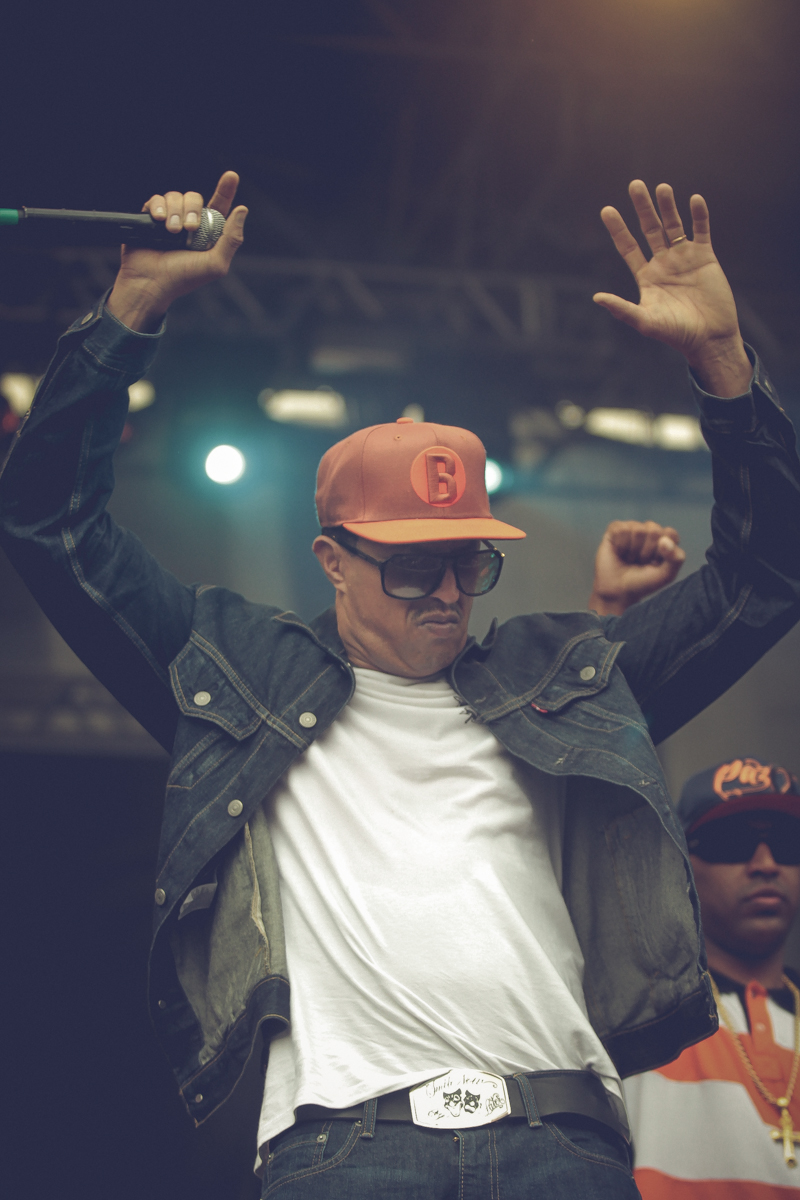
Mano Brown
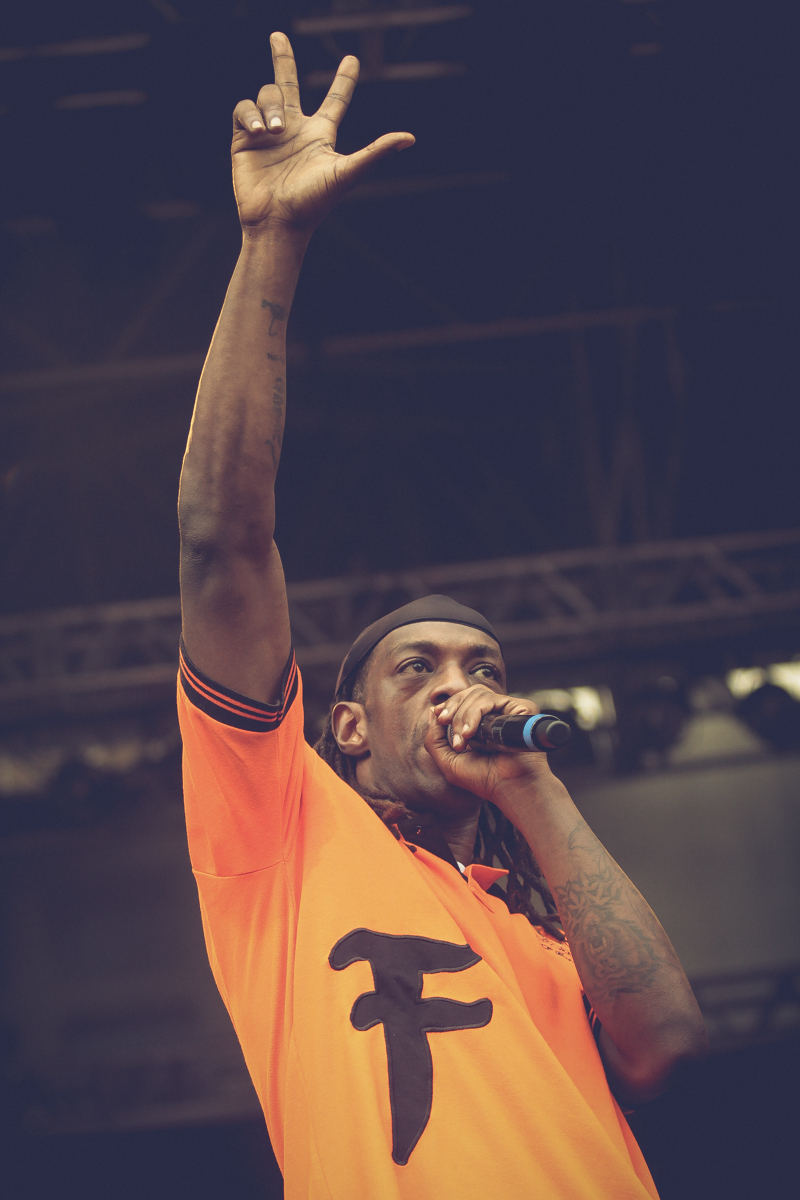
Ice Blue
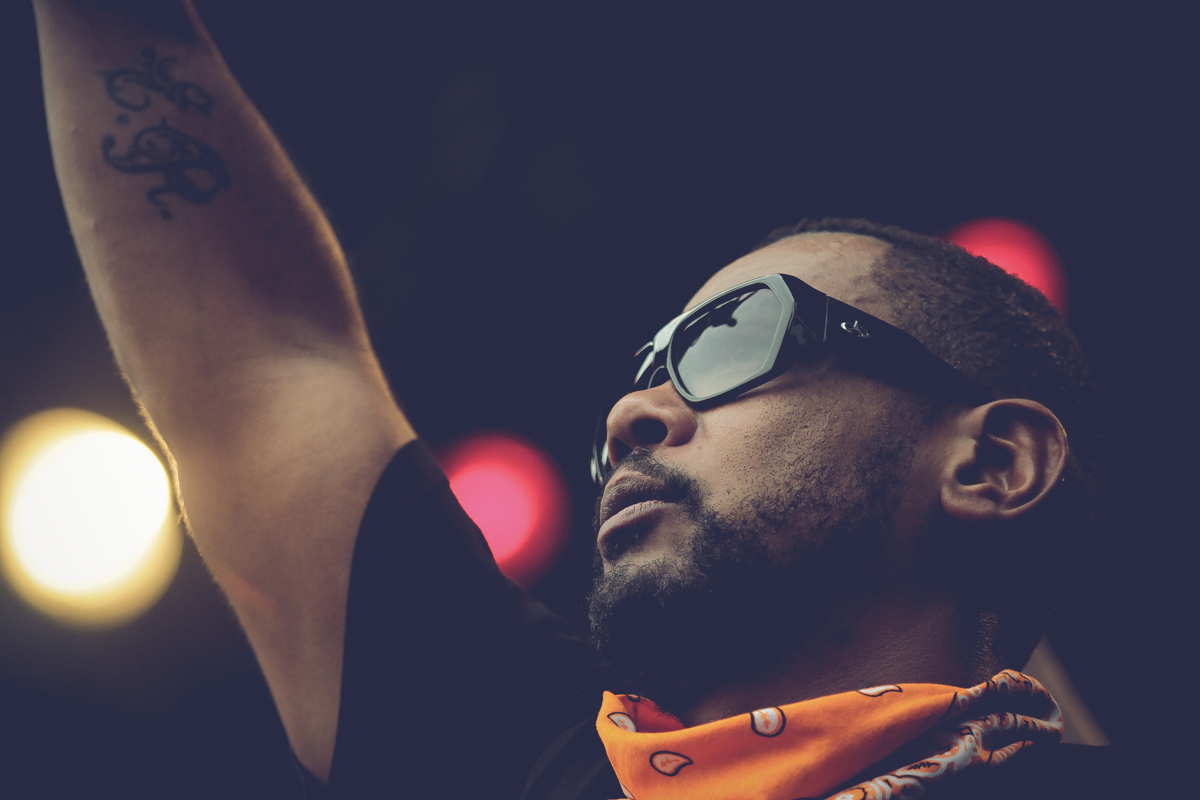
Edi Rock
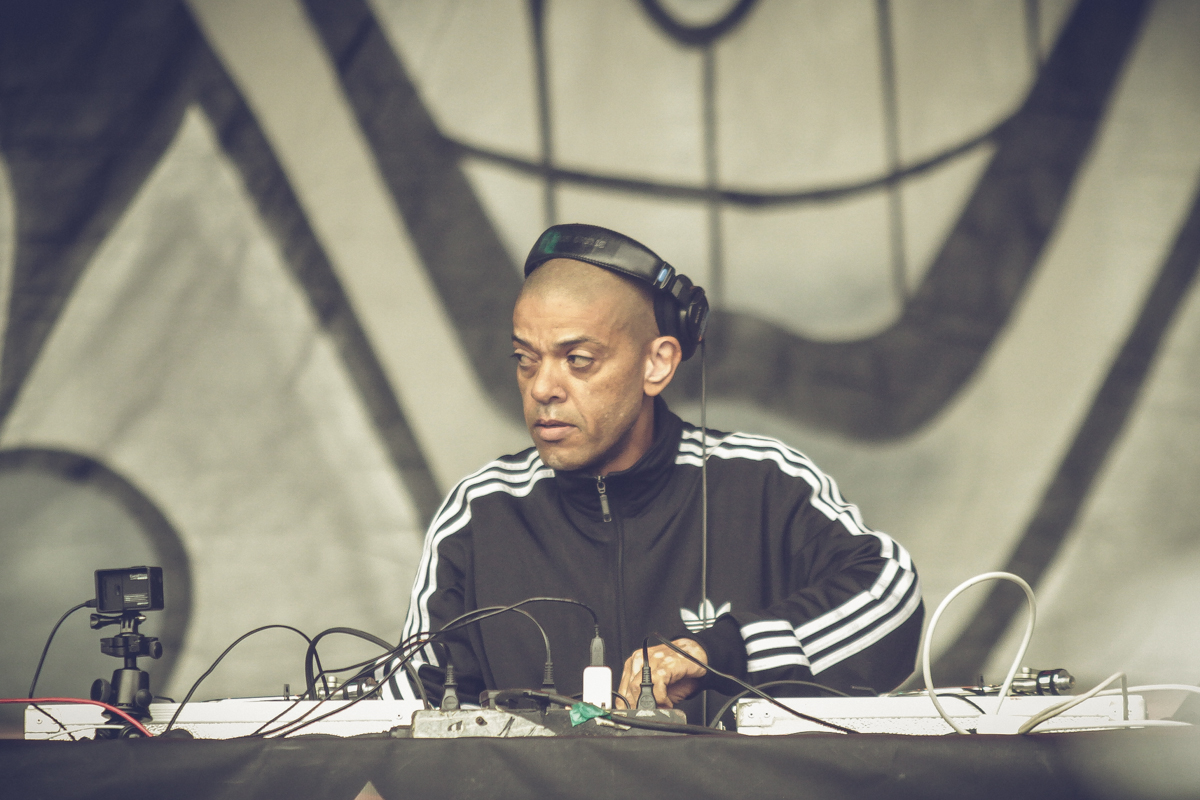
KL Jay

## Créditos das músicas[6]
Jorge da Capadócia: Jorge Ben
Gênesis (Intro): Pedro Paulo Soares Pereira (Mano Brown)
Capítulo 4, versículo 3: Pedro Paulo Soares Pereira (Mano Brown)
Tô ouvindo alguém me chamar: Pedro Paulo Soares Pereira (Mano Brown)
Rapaz comum: Edivaldo Pereira Alves (Edi Rock)
...: Edivaldo Pereira Alves (Edi Rock)
Diário de um detento: Pedro Paulo Soares Pereira (Mano Brown) e Josemir José Fernandes Prado (Jocenir)
Periferia é periferia (em qualquer lugar): Edivaldo Pereira Alves (Edi Rock)
Qual mentira vou acreditar: Pedro Paulo Soares Pereira (Mano Brown) e Edivaldo Pereira Alves (Edi Rock)
Mágico de Oz: Edivaldo Pereira Alves (Edi Rock)
Fórmula mágica da paz: Pedro Paulo Soares Pereira (Mano Brown)
Salve: Pedro Paulo Soares Pereira (Mano Brown) e Paulo Eduardo Salvador (Ice Blue)

## Ficha técnica do disco[6]
Produtor fonográfico: Com. de Grav. Ediç. e Confecções Racionais MC's Ltda. Gravado no estúdio The Hit (exceto a música "Jorge da Capadócia", gravada e mixada no Atelier Studio)
Mixagem: Mosh Studios e Atelier Studio. Engenheiros de mixagem: Luís Paulo Serafim e Sillas Godoi. Assistentes de mixagem: Rico e Keko. Masterização: Walter Lima. Produção: Racionais MC's. Coprodução: Gertz Palma
Criação e direção de arte: Marcos Marques. Fotos: Klaus Mitteldorf. Arte: Tyco. Execução: Jayme Ribeiro

##### Participações
"Mágico de Oz": Daniel Quirino, Priscila Maciel, Pulga e Guilherme
"Fórmula mágica da paz": Dagô Miranda
"Tô ouvindo alguém me chamar": Giovani, Quindim e Dinho
"Periferia é periferia": Rinaldo BV
"Capítulo 4, versículo 3": Primo Preto

## Sobrevivendo no Inferno - O Livro
Em 2018, a Companhia das Letras adaptou o álbum para o formato de livro, intitulado Racionais MC's – Sobrevivendo no inferno. Lançado em 31 de outubro daquele ano, o livro apresenta o prefácio O evangelho marginal dos Racionais MC's, escrito por Acauam Oliveira, que analisa o impacto cultural, social e político do grupo. Além disso, o livro reúne todas as letras do álbum, intercaladas com fotografias raras. O livro foi lançado alguns meses após o álbum Sobrevivendo no inferno ser incluído pela Comissão Permanente para os Vestibulares na lista de leituras obrigatórias do Vestibular da Universidade Estadual de Campinas (Unicamp), válida a partir de 2020.

### Sinopse
| “ | Na virada para os anos 1990, os Racionais MC's emergiram como um dos mais importantes acontecimentos da cultura brasileira. Incensado pela crítica, o disco Sobrevivendo no inferno vendeu mais de um milhão e meio de cópias. Agora publicados em livro, precedidos por um texto de apresentação e intermeados por fotos clássicas e inéditas, os raps dos Racionais são a imagem mais bem-acabada de uma sociedade que se tornou humanamente inviável, e uma tentativa radical, esteticamente brilhante, de sobreviver a ela. | ” |
| — RACIONAIS MC'S, Sobrevivendo no inferno. São Paulo: Companhia das Letras, 2018. ISBN 978-85-359-3173-0 | |   |